# 트란스라피드

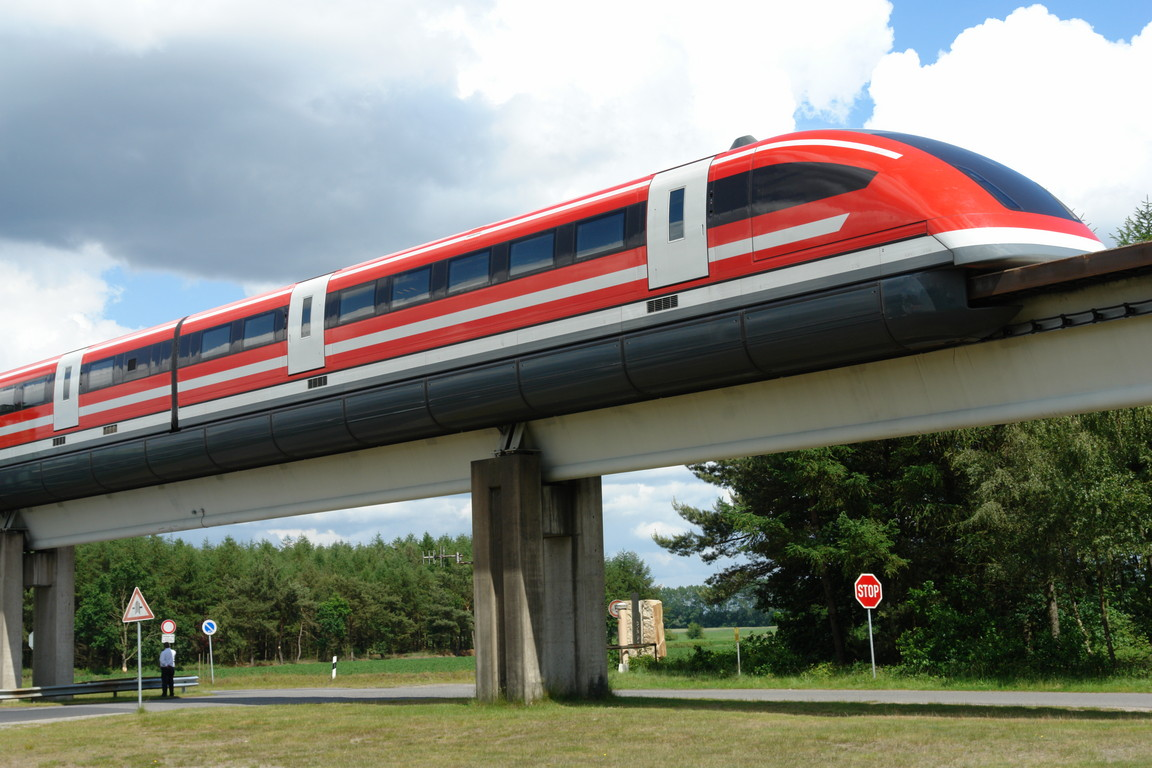
트란스라피드

트란스라피드(Transrapid)는 독일이 개발한 자기부상열차이며, 1969년 독일이 자기부상열차 개발에 착수한 뒤 1987년에 완성이 되었다. 이 열차는 중국에도 진출하여 상하이 푸둥 국제공항의 상하이 자기부상 시범운행선 30.5km의 구간을 운행하고 있다.